# Centaurea hololeuca
Centaurea hololeuca — вид квіткових рослин айстрових (Asteraceae). Ареал: Ліван, Сирія.

## Середовище
Населяє скелясті схили.

## Морфологічна характеристика
Це багаторічник 15–30 см заввишки, прилегло запушений. Стебла облистнені, прості. листки видовжено-ланцетні, цілокраї, нижні черешкові, верхні сидячі. Квіткові голови поодинокі. Квітки жовті.